# 九州産業大学
九州産業大学（きゅうしゅうさんぎょうだいがく、英語: Kyushu Sangyo University）は、福岡県福岡市東区松香台2-3-1に本部を置く日本の私立大学。1960年創立、1960年大学設置。大学の略称は「産大」、全国にある他の産業大学と区別するため「九産大」が使用される。

## 概観

### 大学全体
総合大学であり、文系、理学系、工学系、芸術系の10学部22学科と、大学院5研究科/博士前期課程6専攻・博士後期課程5専攻が置かれている。

### 建学の理念・理想
「市民的自覚と中道精神の振興」及び「実践的な学風の確立」が建学の理念として掲げられている。これは、現代社会は、国際化と情報化が進行し、ますます多様で相互依存的になっていることと、人間尊重や地球環境重視といった理念に基づく新しい世界秩序が、国際社会において模索されている。また、情報・通信技術の進歩は、全世界を通信ネットワークで瞬時に結ぶ情報社会を創出しつつある。その結果、学術、政治、経済などあらゆる領域において、システムの再構築が必要となっていること、及び「視野が広く、とらわれない精神と優れた判断力を持ち、社会において指導的役割を果たすことができる人材を育成する」ことを表している。この理念は、「産業と大学は、車の両輪のように一体となって、時々の社会のニーズを満たすべきである」とする建学の理想「産学一如」を実現するために、不可欠である。

## 沿革
- 1960年（昭和35年）1月 - 学校法人中村英数学園の設立及び九州商科大学設置認可。
- 1960年（昭和35年）4月 - 九州商科大学商学部商学科の単科大学として、学舎を福岡市長浜2丁目及び1丁目、運動場を同市大字唐ノ原琵琶橋にて開学。
- 1962年（昭和37年）4月 - 商学部産業経営学科増設。
- 1963年（昭和38年）
  - 1月 - 設置者を学校法人中村英数学園より学校法人中村産業学園に、大学名を九州商科大学より九州産業大学と改称。
  - 4月 - 工学部（機械工学科、電気工学科、工業化学科）設置、商学部経済学科増設。
- 1964年（昭和39年）1月 - 商学部第二部（経済学科、商学科）設置、工学部（土木工学科、建築学科）増設。
- 1966年（昭和41年）4月 - 芸術学部（美術学科、デザイン学科、写真学科）設置。
- 1968年（昭和43年）4月 - 経営学部産業経営学科設置。
- 1972年（昭和47年）4月 - 芸術専攻科（美術専攻、デザイン専攻、写真専攻）設置。
- 1973年（昭和48年）4月 - 大学院工学研究科修士課程（機械工学専攻、電気工学専攻、工業化学専攻、土木工学専攻）設置。
- 1974年（昭和49年）4月 - 大学院芸術研究科修士課程（美術専攻、デザイン専攻、写真専攻）設置。
- 1975年（昭和50年）4月 - 大学院経済学研究科修士課程（経済学専攻）設置、工学研究科修士課程（建築学専攻）増設。
- 1981年（昭和56年）4月 - 経営学部国際経営学科増設。
- 1993年（平成5年）4月 - 経済学部経済学科＜昼夜開講制＞設置。
- 1994年（平成6年）4月 - 国際文化学部（国際文化学科、地域文化学科）設置、大学院経営学研究科修士課程（経営専攻）＜昼夜開講制＞設置。
- 1996年（平成8年）4月 - 大学院商学研究科修士課程（商学専攻）＜昼夜開講制＞設置、大学院工学研究科博士後期課程（生産システム工学専攻、社会開発・環境システム工学専攻）＜昼夜開講制＞増設。
- 1997年（平成9年）4月 - 大学院経営学研究科博士後期課程（経営専攻）＜昼夜開講制＞増設。
- 1998年（平成10年）4月 - 大学院国際文化研究科博士課程（国際文化専攻）＜昼夜開講制＞設置、大学院商学研究科博士後期課程（商学専攻）＜昼夜開講制＞増設。
- 1999年（平成11年）4月 - 商学部第一部観光産業学科、商学部第二部観光産業学科増設、大学院経済学研究科博士後期課程（経済学専攻）＜昼夜開講制＞増設、大学院芸術研究科博士後期課程（造形表現専攻）＜昼夜開講制＞増設。
- 2002年（平成14年）4月 - 情報科学部（社会情報システム学科、知能情報学科）設置、芸術学部芸術工芸学科増設。
- 2004年（平成16年）4月 - 工学部バイオロボティクス学科増設、工学部工業化学科を物質生命化学科へ土木工学科を都市基盤デザイン工学科へ名称変更、国際文化学部臨床心理学科増設、大学院情報科学研究科博士前期課程・博士後期課程（情報科学専攻）＜昼夜開講制＞設置、大学院国際文化研究科博士課程［5年一貫制］（国際文化専攻）＜昼夜開講制＞を大学院国際文化研究科博士前期課程・博士後期課程（国際文化専攻）＜昼夜開講制＞に改組、大学院経済学研究科、商学研究科、経営学研究科、工学研究科、芸術研究科の修士課程を博士前期課程へ課程名称の変更。
- 2007年（平成19年）4月 - 工学部電気工学科を電気情報工学科へ名称変更。
- 2008年（平成20年）4月 - 国際文化学部地域文化学科を日本文化学科へ、芸術学部写真学科を写真映像学科へ名称変更。
- 2009年（平成21年）4月 - 大学院経済・ビジネス研究科博士前期課程（経済学専攻、現代ビジネス専攻）・博士後期課程（経済・ビジネス専攻）＜昼夜開講制＞設置、情報科学部情報科学科設置。
- 2010年（平成22年）4月 - 工学部住居・インテリア設計学科増設。
- 2011年（平成23年）4月 - 大学院工学研究科博士前期課程・博士後期課程（産業技術デザイン専攻）＜昼夜開講制＞設置。
- 2012年（平成24年）9月 - ワンセグ型エリア放送を開始。
- 2016年（平成28年）4月 - 芸術学部の学科を再編し、従来の美術学科、写真映像学科、デザイン学科を芸術表現学科、写真映像メディア学科、ビジュアルデザイン学科へ改称の上、新たに生活環境デザイン学科、ソーシャルデザイン学科を新設。
- 2017年（平成29年）4月 - 工学部、情報科学部を再編し、新たに、生命科学部、理工学部、そして、西日本初となる建築都市工学部を新設[2]。また、九州造形短期大学を統合し、新たに造形短期大学部を設置[3]。
- 2018年（平成30年）4月 - 商学部、経営学部、国際文化学部を再編し、新たに（新）商学部、地域共創学部、（新）国際文化学部、人間科学部を新設[4]。経済学部の昼間主、夜間主コースを統合。
- 2020年（令和2年）9月 - 国際連合人間居住計画（ハビタット）福岡本部と包括的連携協定を締結[5]。

## 教育および研究

### 学部・学科
文系・理学系・工学系・芸術系の9学部21学科、大学院5研究科、博士前期課程6専攻・博士後期課程5専攻で、実践的な学びを通して、次代の産業界をリードする人材を養成する。
- 国際文化学部
  - 国際文化学科
  - 日本文化学科
- 人間科学部
  - 臨床心理学科
  - 子ども教育学科
  - スポーツ健康科学科
- 経済学部
  - 経済学科
- 商学部
  - 経営・流通学科
    - 経営管理学系
      - 企業経営コース
      - ファイナンスコース
      - 会計コース

    - 流通マーケティング学系
      - マーケティングコース
      - 国際ビジネスコース
      - 社会情報コース
- 地域共創学部
  - 地域づくり学科
    - 地域政策・行政コース
    - 地域プロデュースコース
    - 地域教養コース

  - 観光学科
    - グローバル・ツーリズムコース
    - 地域・観光デザインコース
    - ホスピタリティ・マネジメントコース
- 理工学部
  - 情報科学科
  - 機械工学科
  - 電気工学科
- 生命科学部
  - 生命科学科
    - 応用化学コース
    - 生命科学コース
    - 食品科学コース
- 建築都市工学部
  - 建築学科
  - 住居・インテリア学科
  - 都市デザイン工学科
- 芸術学部
  - 芸術表現学科
    - 絵画専攻
    - 立体造形専攻
    - メディア芸術専攻

  - 写真・映像メディア学科
    - 写真専攻
    - 映像メディア専攻

  - ビジュアルデザイン学科
    - グラフィックデザイン専攻
    - イラストレーションデザイン専攻

  - 生活環境デザイン学科
    - 工芸デザイン専攻
    - プロダクトデザイン専攻
    - 空間演出デザイン専攻

  - ソーシャルデザイン学科
    - 情報デザイン専攻
    - 地域ブランド企画専攻
- 造形短期大学部　
  - 造形芸術学科
    - グラフィックデザイン系
    - マンガ・イラスト・フィギュア系
    - ゲーム・メディアデザイン系
    - アニメーション・映像系
    - インテリア・プロダクト・雑貨系
    - 陶芸系
    - ファッション・テキスタイル系
    - アート書道系
    - 写真系
    - 絵画・立体造形系

### 研究科・専攻
博士前期課程および博士後期課程
- 国際文化研究科
  - 国際文化専攻
- 経済・ビジネス研究科
  - 経済学専攻（博士前期課程）
  - 現代ビジネス専攻（博士前期課程）
  - 経済・ビジネス専攻（博士後期課程）
- 情報科学研究科
  - 情報科学専攻
- 工学研究科
  - 産業技術デザイン専攻
- 芸術研究科
  - 造形表現専攻

## 学生生活

### 学園祭
大学祭の名称は「香椎祭」であり、例年11月上旬に開催される。

### サークル・クラブ活動
スポーツ
- 硬式野球部 - 福岡六大学野球連盟所属。2005年、第36回明治神宮野球大会で優勝し大学日本一となる。

## キャンパス
松香台キャンパス
- 使用学部：全学部
- 使用研究科：全研究科

大学施設
| 建物名                    | 学部                               | 摘要 |
| ------------------------- | ---------------------------------- | --- |
| 本館                      | 共通                               | 総務部・人事部・総合企画部・財務部 |
| 1号館                     | 経済学部 商学部 地域共創学部       | 学部事務室、教務課、入試課、学生部（学生課・厚生課）、保健室、学生相談室、語学教育研究センター、基礎教育センター、産業経営研究所、書籍売店、レストラン |
| 2号館                     | 国際文化学部 共通                  | 学部事務室、臨床心理センター、男女共同参画推進室、グローバルプラザ |
| 3号館                     | 人間科学部                         | 学部事務室、子育て支援室 |
| 7～12、22号館             | 生命科学部 理工学部 建築都市工学部 | 7号館 生命科学部、総合機器センター、ヒューマン・ロボティクス研究センター、医療診断技術開発センター 8号館 学部事務室、各学科実験室、売店、レストラン 9号館 各学科実験・実習室 10号館 各学科実験・実習室 11号館 各学科実験・実習室 12号館 学部事務室、各学科実験室、売店 22号館 建築都市工学部 実験・自習室                                                             |
| 芸術学部棟 （15～20号館） | 芸術学部・造形短期大学部           | 15号館 学部事務室、美術館、芸術学部アートギャラリー、カフェ、実習室 16号館 芸術表現学科、造形短期大学部事務室 17号館 写真・映像メディア学科、ビジュアルデザイン学科、ソーシャルデザイン学科 18号館 芸術表現学科、生活環境デザイン学科、共同工房センター 19号館 芸術表現学科、生活環境デザイン学科実習室、共同工房センター 20号館 芸術表現学科実習室、共同工房センター |
| 23号館                    | 共通                               | 産学連携支援室、景観研究センター、伝統みらい研究センター |
| 造形短期大学部 工房棟     |                                    | 実習室 |
| 中央会館                  |                                    | 国際交流センター、総合情報基盤センター、学生食堂、文具売店、アルバム編集委員会 |
| 図書館                    |                                    | 図書館事務室、レストラン |
| キャリア支援センター      |                                    | キャリア支援センター |
| 学友会棟                  |                                    | 学友会サークル部室 |
| 大楠アリーナ2020          |                                    | 健康・スポーツ科学センター |
| 屋内プール                |                                    | 九産大スイミング |
| 立花寮                    |                                    | 男子・女子 |
| 野球場                    |                                    | |

### 大学附設施設
九州産業大学　医療診断技術開発センター
【学外研究協力機関】・独立行政法人産業技術総合研究所 つくばセンター ・九州大学病院整形外科 中央形態分析室 ・国立大学法人 九州大学
・学校法人 久留米大学　・学校法人 産業医科大学　・国立大学法人 徳島大学 ・日立アロカメディカル株式会社 ・古河電気工業株式会社 ・ハリマ化成株式会社  ・(株)オリンパスエンジニアリング ・オリンパス株式会社 ・有限会社テック　・コンシェルジェ熊本 ・株式会社アイエスティー
美術館
図書館
総合情報基盤センター
柿右衛門様式窯
子育て支援室
語学教育研究センター
健康・スポーツ科学センター
大楠アリーナ
九産大スイミングクラブ
総合機器センター
産業経営研究所
臨床心理センター
国際交流センター
基礎教育センター
学術研究推進機構
オープンイノベーションセンター
キャリア支援センター
ヒューマン・ロボティクス研究センター
共同工房センター
産学連携支援室
景観研究センター
立花寮

### 交通アクセス
- 鉄道
  - 鹿児島本線（JR九州）「九産大前駅」徒歩約1分
  - 鹿児島本線（JR九州）「香椎駅」徒歩約19分
  - 香椎線（JR九州）「香椎駅」徒歩約19分
  - 西鉄貝塚線（西鉄）「西鉄香椎駅」徒歩約18分
  - 西鉄貝塚線（西鉄）「香椎花園前駅」徒歩約17分
  - 西鉄貝塚線（西鉄）「唐の原駅」徒歩約25分
- バス
  - 西鉄バス「九州産業大学前」徒歩約1分
  - 西鉄バス「九州産業大学南口」徒歩約1分
  - 西鉄バス 「JR九産大前駅」
- タクシー
  - 博多駅から都市高速経由で約15分
  - 天神から都市高速経由で約15分
  - 福岡空港から都市高速経由で約20分

### 系列校・附属学校
- 九州産業大学（福岡市東区）
- 九州産業大学造形短期大学部（福岡市東区）
- 九州産業大学附属九州産業高等学校（筑紫野市紫2丁目）
- 九州産業大学附属九州高等学校（福岡市東区）
- 九州英数学館（福岡市中央区）
- 福岡美術研究所（福岡市中央区）
- 国際言語学院

## エリア放送
2012年9月よりホワイトスペースを利用する福岡県初のエリア放送地上一般放送局の免許を取得し、KSUエリア放送局の名称でワンセグ放送を実施してきたが、2023年（令和5年）10月に廃止した。
開局当時、福岡市東区には総務省のチャンネルスペースマップでは利用可能なチャンネルが存在しなかったが、電気興業の協力のもと電界強度を測定し物理チャンネル45chを使用する免許を取得した。営電の放送機器を導入して開局し、セミナー等での放送施設の見学も実施された。
放送局の運用は、理工学部、芸術学部（2016年度までは工学部、芸術学部、情報科学部）が合同で実施。大学案内や学生の作品などを9:00〜21:00に放送し、香椎祭では模擬店の動画などが放送された。2013年6月にはリアルタイムエンコーダーを導入し無線LANによる簡易中継が可能となった。2014年6月2日には九州総合通信局長表彰を受賞した。
8号館の8階に、地上一般放送局1局が設置されていた。
| 免許人                            | 局名             | 呼出符号     | 物理ch | 周波数        | 空中線電力 | ERP   | 業務区域                  |
| --------------------------------- | ---------------- | ------------ | ------ | ------------- | ---------- | ----- | ------------------------- |
| 学校法人中村産業学園 九州産業大学 | 九産大エリア放送 | JOXZ0AA-AREA | 45ch   | 665.142857MHz | 0.76mW     | 2.1mW | 九州産業大学 キャンパス内 |

## 大学関係者と組織

### 大学関係者組織
- 楠風会（同窓会）

### 大学関係者
- 理事長・学長（2024年現在）
  - 津上賢治（理事長）
  - 北島己佐吉（学長）
- 大学関係者一覧